# Verbascum euryale
Verbascum euryale är en flenörtsväxtart som beskrevs av Adrien René Franchet. Verbascum euryale ingår i släktet kungsljus, och familjen flenörtsväxter. Inga underarter finns listade i Catalogue of Life.